# Phloiotrya ishikawai
Phloiotrya ishikawai is een keversoort uit de familie zwamspartelkevers (Melandryidae). De wetenschappelijke naam van de soort werd in 1999 gepubliceerd door Toyoshima.